# Peter Ramsauer

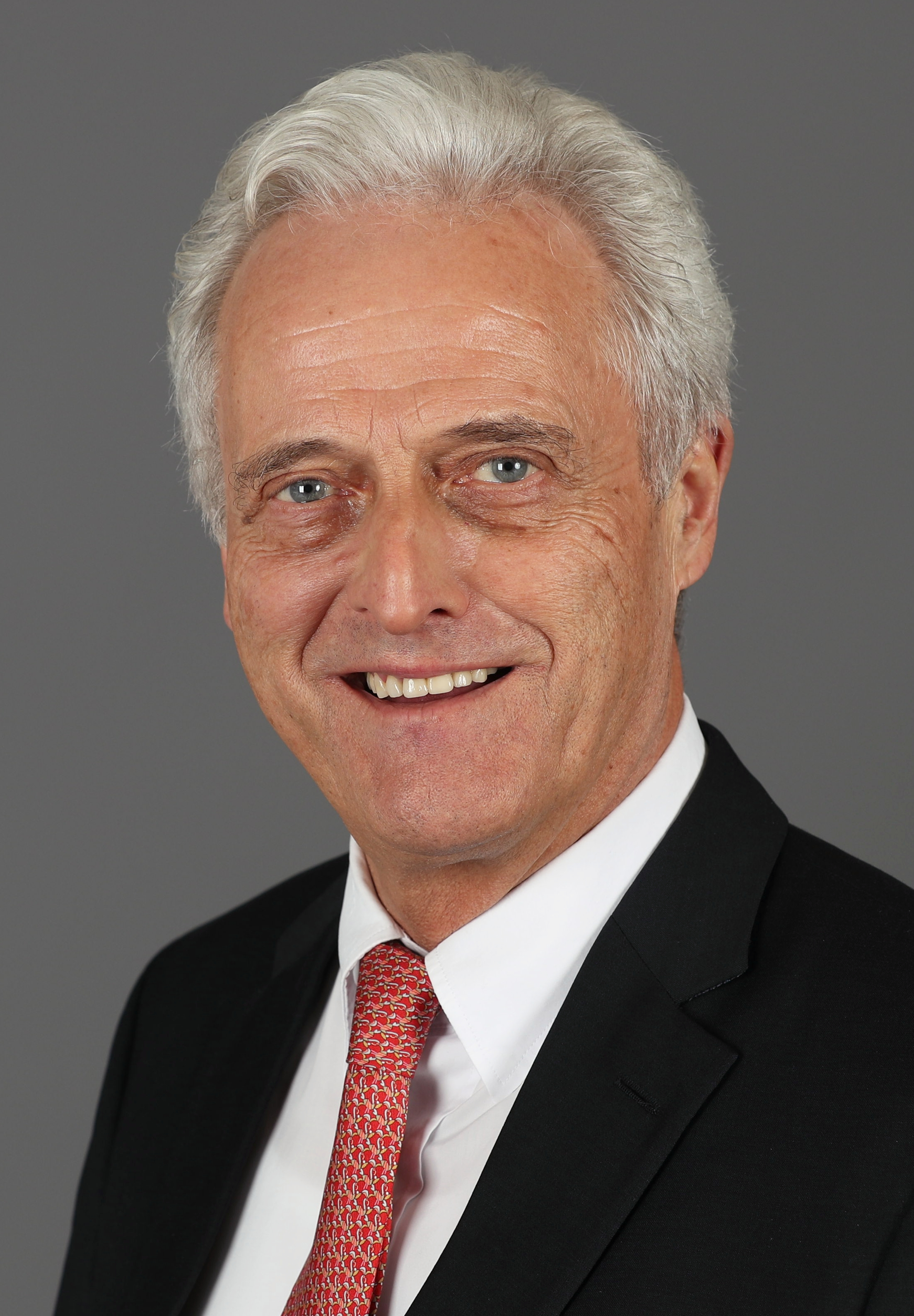
Peter Ramsauer (2020)

Peter Ramsauer (* 10. Februar 1954 in München) ist ein deutscher Politiker (CSU). Er gehörte von 1990 bis 2025 als direkt gewählter Abgeordneter für den Bundestagswahlkreis Traunstein dem Deutschen Bundestag an.
Ramsauer war von Oktober 2009 bis Dezember 2013 Bundesminister für Verkehr, Bau und Stadtentwicklung im Kabinett Merkel II. 2005 bis 2009 war er Vorsitzender der CSU-Landesgruppe sowie Erster Stellvertretender Vorsitzender der CDU/CSU-Bundestagsfraktion. Von Oktober 2008 bis November 2015 gehörte Ramsauer zu den vier stellvertretenden CSU-Vorsitzenden. Bei der Bundestagswahl 2009 führte er die CSU-Liste als Spitzenkandidat an. In der Wahlperiode von 2013 bis 2017 saß er dem Wirtschaftsausschuss vor; von 2017 bis 2021 war er Vorsitzender des Ausschusses für wirtschaftliche Zusammenarbeit und Entwicklung.

## Leben

### Ausbildung und Beruf
Nach dem Besuch der Volksschule Traunwalchen machte er Abitur 1973 am Staatlichen Landschulheim Marquartstein. Ramsauer absolvierte ein Studium der Betriebswirtschaftslehre an der Ludwig-Maximilians-Universität München, das er 1979 als Diplom-Kaufmann beendete. Gleichzeitig machte er eine Lehre zum Müller, die er 1977 als Geselle abschloss. 1980 bestand er die Meisterprüfung. Seit 1981 ist Ramsauer Gesellschafter des Familienbetriebes Ramsauer Talmühle KG in Traunwalchen, die Mühle befindet sich seit 1543 im Familienbesitz. 1985 wurde er an der LMU München mit der Arbeit Wirtschaftliche Ziele und Effekte der Gebietsreform in Bayern promoviert.
Neben seiner politischen Tätigkeit war Ramsauer in der Vergangenheit Mitglied im Aufsichtsrat mehrerer Wirtschaftsunternehmen, darunter bei der bundeseigenen Deutschen Energie-Agentur (in seiner Eigenschaft als Bundesminister), der SKW Stahl-Metallurgie Holding und der MünchenerHyp. So erzielte Ramsauer neben seinem Bundestagsmandat zwischen 2017 und 2020 meldepflichtige Einkünfte von mindestens 896.500 Euro. Seit 2014 ist er Präsident der Vertretung der arabischen Handelskammern in Deutschland, der Ghorfa. Kritik, dadurch den Israel-Boykott arabischer Staaten zu unterstützen, wies er zurück.

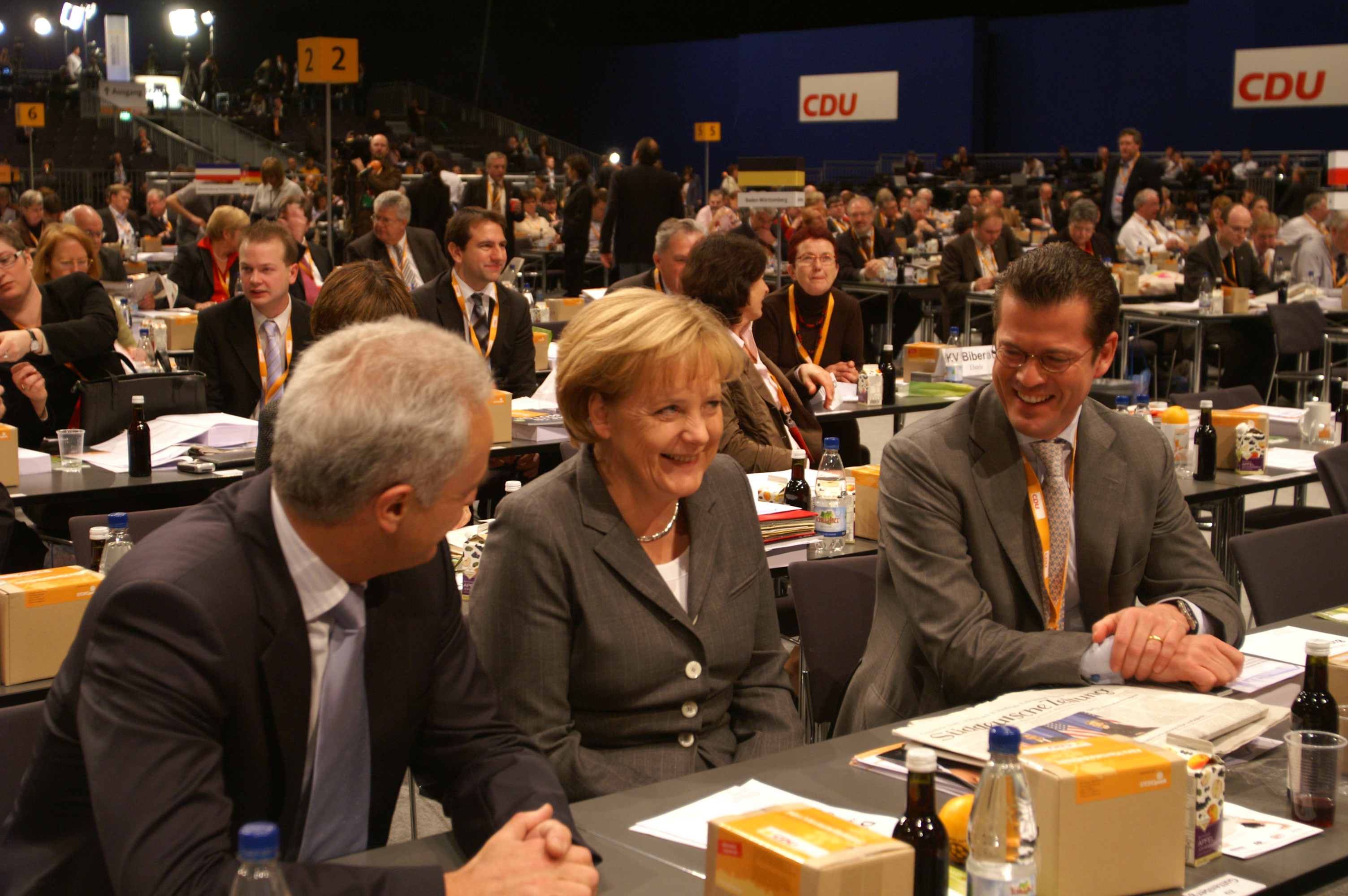
Ramsauer (links) mit Bundeskanzlerin Angela Merkel und CSU-Generalsekretär Karl-Theodor zu Guttenberg (2008)

### Partei
Ramsauer wurde 1972 Mitglied der Jungen Union und 1973 auch der CSU. Ab 1983 war er stellvertretender Landesvorsitzender der JU in Bayern. Von 1992 bis 1998 war er stellvertretender Landesvorsitzender der heutigen Mittelstands-Union der CSU. Am 25. Oktober 2008 fand ein CSU-Sonderparteitag in München statt, nachdem Ministerpräsident Günther Beckstein infolge des Verlusts der absoluten Mehrheit bei der 
Landtagswahl in Bayern 2008 sein Amt zur Verfügung gestellt hatte. Es kam zu umfangreichen personellen Veränderungen in der CSU, unter anderem wurde Horst Seehofer zum CSU-Vorsitzenden gewählt und Ramsauer zu einem der vier stellvertretenden CSU-Vorsitzenden. Im November 2015 kandidierte Ramsauer, wie im Mai angekündigt, nicht mehr für den stellvertretenden Parteivorsitz.

### Abgeordneter
Von 1978 bis 1991 gehörte Ramsauer dem Stadtrat von Traunreut an. Seit 1984 ist er Mitglied des Kreistags (Kreisrat) des Landkreises Traunstein.
Seit 1990 ist Ramsauer Mitglied des Deutschen Bundestages. Am 17. Oktober 1991 stimmte Ramsauer im Bundestag gegen die Anerkennung der Oder-Neiße-Linie als endgültige Grenze zwischen der wiedervereinigten Bundesrepublik Deutschland und der Republik Polen. Er war von 1998 bis 2005 Parlamentarischer Geschäftsführer der CSU-Landesgruppe und der CDU/CSU-Bundestagsfraktion. Am 21. November 2005 wurde er als Nachfolger von Michael Glos zum Vorsitzenden der CSU-Landesgruppe und damit zum Ersten Stellvertretenden Vorsitzenden der CDU/CSU-Bundestagsfraktion gewählt. Im 18. Deutschen Bundestag war er Vorsitzender des Ausschusses für Wirtschaft und Energie. Im 19. Deutschen Bundestag ist er Vorsitzender des Ausschusses für wirtschaftliche Zusammenarbeit und Entwicklung. Zudem gehört er als stellvertretendes Mitglied dem Auswärtigen Ausschuss sowie dem Ausschuss für Wirtschaft und Energie an.
Ramsauer ist stets als direkt gewählter Abgeordneter des Wahlkreises Traunstein (die Landkreise Traunstein und Berchtesgadener Land sowie zeitweise Teile des Landkreises Altötting umfassend) in den Bundestag eingezogen. Bei der Bundestagswahl 2009 war er erstmals Spitzenkandidat der CSU und wurde mit 54,6 % der Erststimmen erneut wiedergewählt. Sein bestes Ergebnis erreichte er in der namensgleichen Gemeinde Ramsau mit 69,4 %. Bei der Bundestagswahl 2017 erreichte er 50,3 % der Erststimmen.

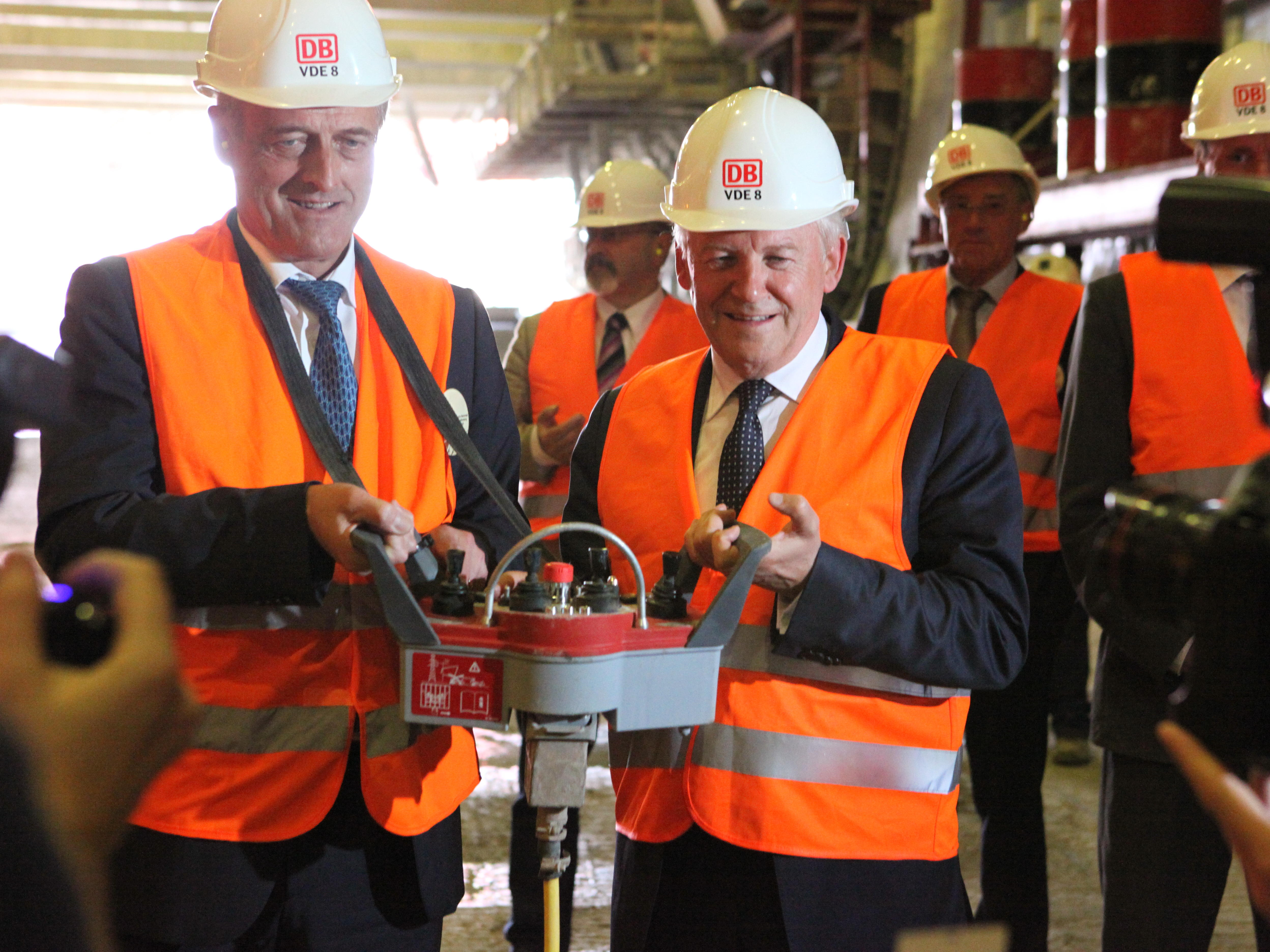
Ramsauer (links) mit Bahnchef Rüdiger Grube am Tunnel Höhnberg (Mai 2013)

In der 19. Legislaturperiode (Stand August 2020) erhielt er mindestens 896.500 Euro aus Nebentätigkeiten.
Bei der Bundestagswahl 2021 errang Ramsauer 36,6 % der Erststimmen, 13,7 Prozentpunkte weniger als 2017, und gewann damit abermals ein Direktmandat.
Seit dem Tod von Wolfgang Schäuble im Dezember 2023 war Ramsauer dienstältester Abgeordneter des Bundestages.
Im Februar 2024 kündigte Ramsauer an, für die nächste Bundestagswahl 2025 nicht erneut zu kandidieren.

### Bundesminister
Von Oktober 2009 bis Dezember 2013 war Ramsauer Bundesminister für Verkehr, Bau und Stadtentwicklung (Kabinett Merkel II), nachdem er zuvor drei andere Angebote, Minister zu werden, abgelehnt hatte. Der Tagesspiegel bezeichnete ihn gegen Ende seiner Amtszeit als „politisches Leichtgewicht“, da weder das CSU-Prestigeprojekt einer „Ausländermaut“ noch die Großbaustellen Stuttgart 21 und Flughafen Berlin Brandenburg wie gewünscht beziehungsweise geplant vorangekommen waren. Im Dezember 2013 teilte der CSU-Vorsitzende Horst Seehofer Ramsauer mit, dass er im Kabinett Merkel III keinen Ministerposten mehr erhalten werde. Sein Nachfolger wurde Alexander Dobrindt (CSU), Bundesminister für Verkehr und digitale Infrastruktur.

### Positionen
Ramsauer befürwortete, wie Horst Seehofer, die Einführung einer PKW-Maut für Reisende aus dem Ausland. 2009 forderte er, Infrastrukturmittel zugunsten westlicher Bundesländer umzuverteilen.
Den von Sigmar Gabriel im Wahlkampf vor der Bundestagswahl 2013 geäußerten Plan, ein Tempolimit auf deutschen Autobahnen einzuführen, lehnte Ramsauer entschieden ab.
Zur Stärkung der Wirtschaft forderte Ramsauer im Oktober 2014, den Mindestlohn und die Rente mit 63 vorläufig auszusetzen und die deutsche Beteiligung an den internationalen Wirtschaftssanktionen gegen Russland und den Iran zu beenden. Die vom Koalitionspartner SPD geforderte Frauenquote beschrieb er als „unsinnig“.
Das im November 2014 von der Bundesregierung vorgestellte Klimaschutzprogramm lehnte Ramsauer ab und sah in ihm eine Anleitung „zur Bevormundung und zur Umerziehung“. Einzelne Vorschläge, wie die Aufforderung an Beamte zum Radfahren, bezeichnete er als „lächerlich“.
Im Zusammenhang mit der griechischen Staatsschuldenkrise kündigte Ramsauer im Februar 2015 an, im Bundestag gegen eine Verlängerung der Finanzhilfen an Griechenland stimmen zu wollen und führte als Begründung an, dass die griechische Regierung durch ihre Politik die gegenseitige Solidarität aufgekündigt habe.
Ramsauer äußerte sich im Februar 2022 positiv zur Wiederaufnahme der KfW-Förderung für energieeffizientes Bauen, übte jedoch Kritik am Vorgehen der Bundesregierung, das er als sprunghaft beschrieb.
In einem Interview im Juli 2023, in dem er sich eines vermeintlichen Zitats des ehemaligen chinesischen Machthabers der Volksrepublik China, Deng Xiaoping bediente, verglich Ramsauer nach Deutschland kommende Ausländer mit „Ungeziefer“: „Deng Xiaoping hat einmal gesagt: ‚Wenn man die Fenster zu weit aufmacht, kommt auch viel Ungeziefer mit rein.‘“ Daher dürfe man nicht den Fehler machen, neben Fachkräften „auch x-beliebige Wirtschaftsflüchtlinge“ ins Land zu holen.

### Sonstiges Engagement
Bis Mitte 2018 saß Ramsauer im Aufsichtsrat der SKW Stahl-Metallurgie. Zudem war er von 2014 bis 2019 Aufsichtsratsmitglied bei der Münchener Hypothekenbank. Ramsauer ist Mitglied der Europa-Union Parlamentariergruppe Deutscher Bundestag und Schirmherr des Internationalen Deutschen Pianistenpreises. Zudem ist Ramsauer seit Juli 1973 Mitglied der Münchener Burschenschaft P.C. Apollo, seit einer Fusion 1997 der Münchener Burschenschaft Franco-Bavaria, die Mitglied der Initiative Burschenschaftliche Zukunft ist. Weiterhin ist er Mitglied im Beirat des DUK Versorgungswerk. Er gehört seit 2015 dem Verwaltungsrat der Aebi Schmidt Group an, bei der PR-Agentur Kekst CNC sitzt er im Expertenrat.
Er ist Gründungsmitglied beim Bundesverband Erneuerbare Energie (BEE) und betreibt seit 2002 ein Wasserkraftwerk in Traunwalchen.
Er ist Vorsitzender beim Förderverein des „ensemble Amphion“, sowie Kuratoriumsmitglied bei der Bürgerstiftung Berchtesgadener Land. Des Weiteren ist er Mitglied im Unternehmerbeirat der Gothaer Versicherungsbank. Bei der Beteiligungsgesellschaft Odewald KMU ist er Beiratsmitglied. Zum 1. Januar 2018 löste Ramsauer bei der Max Streicher GmbH den Vorsitzenden des Aufsichtsrates Hartmut Pietsch ab.
Weiterhin war Ramsauer selbständig als Strategieberater tätig. Zudem hielt er im Zeitraum von 2014 bis 2019 mehrere Vorträge für die PKS Kommunikations- und Strategieberatung GmbH, sowie einen Vortrag für das Widenmoos Resort in 2016.

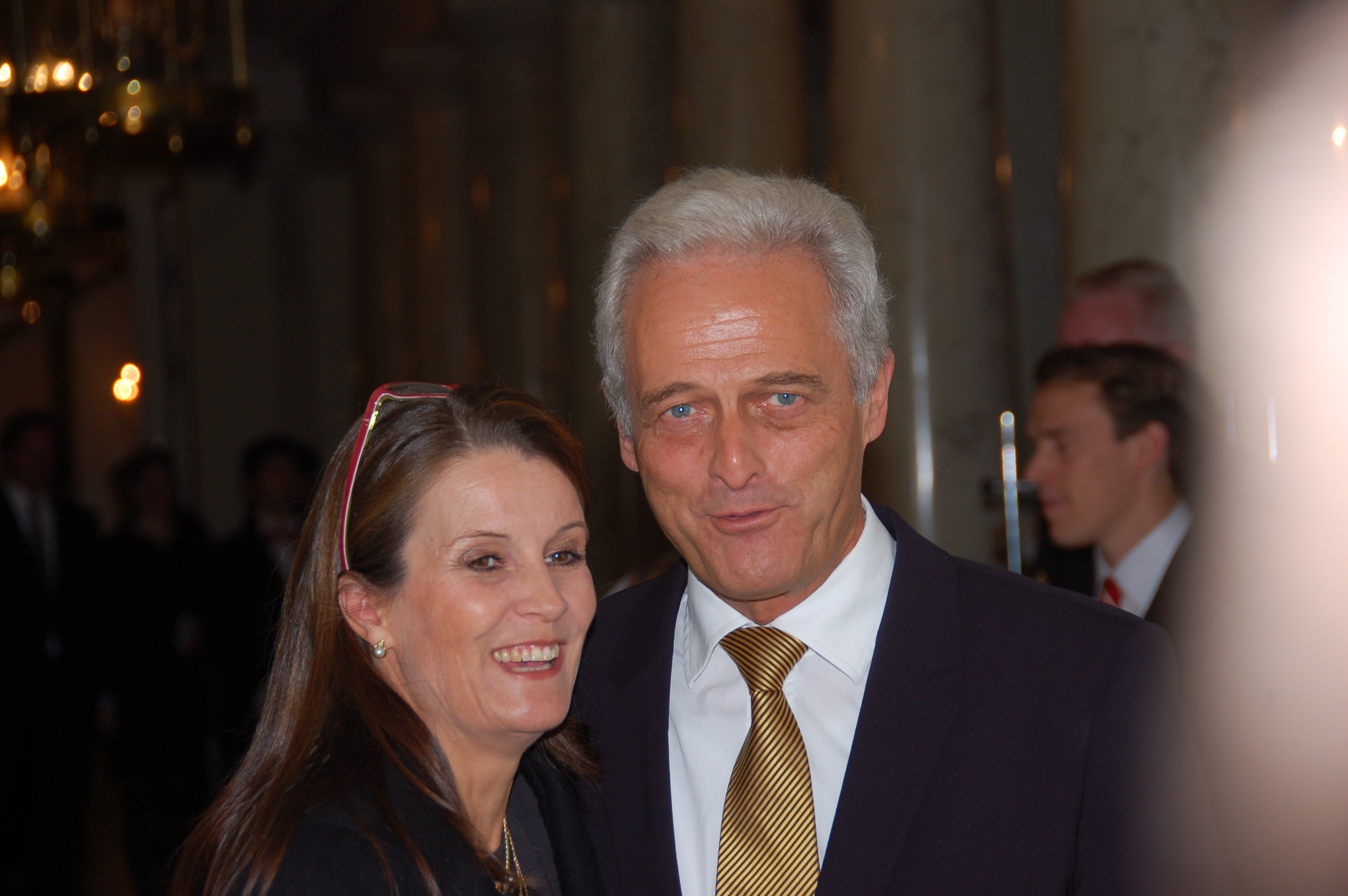
Peter Ramsauer mit Ehefrau Susanne (2010)

### Privates
Ramsauer ist katholisch. Er ist mit Susanne Ramsauer, einer Cousine der Schauspielerin Sandra Bullock, verheiratet und hat vier Töchter.
Er selbst begrub Pläne, als Pianist ins Bühnengeschäft einzusteigen, spielt aber heute noch Klavier. So nahm Ramsauer für die Benefiz-CD Adagio im Auto zusammen mit dem Orchester der Deutschen Oper Berlin das Andante aus Wolfgang Amadeus Mozarts Klavierkonzert Nr. 21 in C-Dur auf.
Von Parteifreunden wurde er als „Ramses“, teilweise auch als „Zar Peter“ bezeichnet.

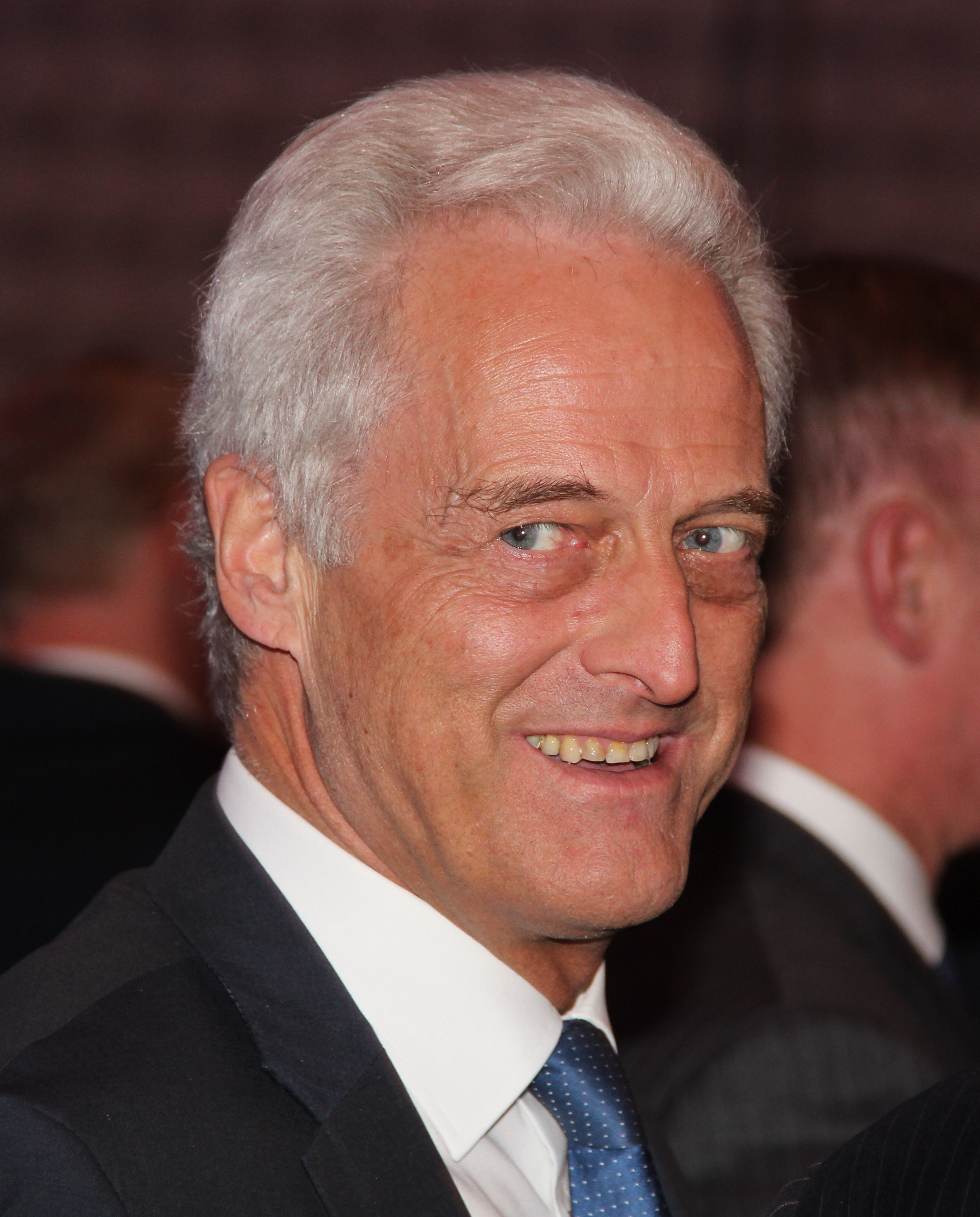
Peter Ramsauer 2013 auf dem Elektromobilitätsgipfel

### Auszeichnungen
- 2004: Bundesverdienstkreuz (1. Klasse)
- 2006: Bayerischer Verdienstorden
- 2011: Sprachwahrer des Jahres 2010